# Казелли, Катерина
Катери́на Казе́лли (итал. Caterina Caselli; род. 10 апреля 1946 года, Сассуоло, Модена, Италия) — итальянская певица, актриса и музыкальный продюсер, популярная особенно в шестидесятые годы и известная песней «Nessuno mi può giudicare».

## Карьера
В 1966 году Катерина дебютировала на фестивале в Сан-Ремо с песней «Nessuno mi può giudicare/Se lo dici tu» (ит.) и смогла добиться большого успеха. Было продано более миллиона экземпляров диска с этой песней, который позже стал золотым. Также Казелли добилась значительных успехов, исполнив кавер-версию песни Дэвида Макуильямса «The days of Pearly Spencer» под названием «Il Volto Della Vita». Её первый альбом «Casco d’oro» («Золотой шлем», 1966) был назван в честь прозвища, данного ей музыкальной прессой.
В 1966 году Казелли одержала победу на фестивале «Фестивальбар», исполнив песню «Прощение» (it:L'uomo d'oro/Perdono). В том же году Фиццаротти выбирал её в качестве соглавного героя комедии «Прощение» с Фабрицио Морони и Нино Таранто.
В 1967 году она снова участвует в фестивале итальянской песни, представляя в паре с Сонни и Шер песню «Путь всякой надежды», которая не вошла в финал, хотя будет хорошо продаваться. В том же году ещё лучше будет продаваться песня «Я лгунья».
Многие песни появились на свет в 1968 году, в котором она не участвовала в Фестивале в Сан-Ремо. 
Также в 1968 году она играет в фильме Энцо Батталья (Enzo Battaglia) «Не забудь меня» (Play Boy) с Серджо Леонарди (ит.), также известный как «Play Boy» с Даниэлой Джордано (Daniela Giordano).
В 1969 году она вновь участвовала в фестивале Сан-Ремо, спев вместе с Джонни Дорелли «Игру любви» и заняв 8-е место. В том же 1969 году песня «Сто дней» служит музыкальным фоном для эффектной сцены французского фильма «Мозг» режиссёра Ури Жерар, где Сильвия Монти спускается в купальнике с балкона виллы с помощью верёвки.
В 1970-х годах она участвовала в паре с Нино Феррером в Сан-Ремо, где он представлял «Короля червей».
В 1970 вышла замуж за Пьера Шугар (Piero Sugar), главу собственного лейбла CGD. Казелли была президентом миланского музыкального лейбла Sugar Music. В качестве продюсера она открыла Андреа Бочелли, Элизу Тоффоли и Джерардину Тровато (Gerardina Trovato).